# Pomacentrus nigromarginatus
Pomacentrus nigromarginatus és una espècie de peix de la família dels pomacèntrids i de l'ordre dels perciformes.

## Morfologia
Els mascles poden assolir els 8 cm de longitud total.

## Distribució geogràfica
Es troba a Indonèsia (Flores i Illes Moluques), Austràlia Occidental, nord de la Gran Barrera de Corall, Mar del Corall, Papua Nova Guinea, Salomó, les Filipines, Taiwan i Illes Ryukyu.